# Mike Von Erich
Michael Brett Adkisson (Dallas, Texas, Estados Unidos, 2 de marzo de 1964-Lake Dallas, Texas, Estados Unidos, 12 de abril de 1987), más conocido como Mike Von Erich, fue un luchador profesional estadounidense. Era parte de la familia Von Erich, hijo del promotor de lucha libre Fritz Von Erich y hermano de David, Kerry, Kevin y Chris Von Erich. 

## Primeros años
Mike nació en Dallas, Texas, en el seno de una familia dedicada a la lucha libre. Su padre, gran promotor de la lucha, les entrenó profesionalmente a él y a sus cinco hermanos: David, Kerry, Kevin, Jack y Chris.Algunos luchadores relacionados con Mike, tales como su hermano Kevin, King Kong Bundy, "Gentleman" Chris Adams, Gary Hart o Jake Roberts han declarado que Mike nunca quiso practicar la lucha, pero sí trabajar para la empresa de su padre, la World Class Championship Wrestling (WCCW), como camarógrafo. Mike sabía tocar la guitarra y quería ser músico.

## Carrera de lucha libre profesional

### World Class Championship Wrestling (1983-1987)
Mike hizo su debut como luchador el 24 de noviembre de 1983, ganando el combate contra Skandor Akbar en el evento WCCW Wrestling Star Wars. Participó además en varios combates contra The Fabolous Freebirds.
El 17 de octubre de 1983, Mike Von Erich y Michael Hayes lucharon después de que Hayes rasgara una chaqueta que su hermano Kerry le había dado. El 25 de diciembre de 1983, Mike se unió a su hermano Kevin para pelear contra Terry Gordon y Buddy Roberts. La única vez que Mike se unió a su hermano David para combatir fue en enero de 1984 cuando, junto a Kerry, lucharon contra los Freebirds. Mike sustituyó a su hermano David en el equipo de Kerry después de la muerte de David en febrero de 1984.
La WCCW trató de organizar una pelea entre Mike y el luchador Brian Adias en octubre de 1986, pues su hermano Kerry se encontraba retirado temporalmente por una lesión de tobillo. El combate iba a tener lugar en el Parade of Champions el 3 de mayo de 1987, pero Mike murió el 12 de abril de ese mismo año. Su último combate tuvo lugar en el Sportatorium el 3 de abril de 1987, contra Mike Williams.

### New Japan Pro-Wrestling (en Japón) (1987)
Mientras luchaba para la WCCW, Mike se aventuró por primera y única vez a luchar para la New Japan Pro-Wrestling en enero de 1987, durante el tour New Year Dash. 
Aunque no tuvo demasiados combates durante el recorrido, Mike tuvo un importante encuentro el 3 de enero de 1987 contra Shiro Koshinaka, ganador del Campeonato Peso Pesado Junior de la IWGP, aunque perdió el combate. Durante su etapa en Japón, Mike se unió también con otros luchadores extranjeros, como Tony St. Clair, Black Bart, Sione Vailahi (Konga The Barbarian) y Fidel Sierra (The Cuban Assasin) para luchar contra Antonio Inoki, Tatsumi Fujinami, Osamu Kido o Yoshiaki Fujiwara. 
Sin embargo, Mike obtuvo algunas victorias contra, entre otros, el veterano Kantaro Hoshino, Shunji Kosugi o el surcoreano Kim Su Hong. Tras luchar durante 10 días en el tour, volvió a Estados Unidos.

## Vida personal

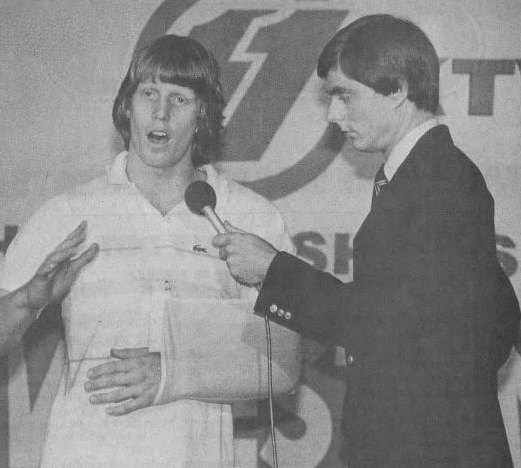
Mike Von Erich (izquierda) tras su lesión de hombro que puso en peligro su vida, agosto de 1985

Mike se casó el 14 de febrero de 1985 con Shani Garza. Profesaba la religión cristiana.
Fue operado del hombro el 22 de agosto de 1985, después de una lesión sufrida en un tour de lucha libre en Israel. Fue dado de alta en el hospital, pero regresó después de padecer 42º grados de fiebre. Más adelante fue diagnosticado con el síndrome del choque tóxico, enfermedad que derivó en lesiones cerebrales y pérdidas de peso.
En 1986, Mike sufrió varias lesiones cerebrales por causa de un accidente automovilístico en el que su coche dio vueltas de campana. Además, su hermano Kevin ha declarado que sentía gran frustración por su condición cerebral y por la gran presión que sufría para tener que estar a la altura de sus otros hermanos luchadores.

## Muerte y legado
El 12 de abril de 1987, Mike dejó escrita una nota de suicidio para su familia y se dirigió al Lago Lemisville en Texas donde falleció por sobredosis de alcohol y sedante Etclorvinol. Unos días antes, Mike había sido arrestado por conducir bajo los efectos del alcohol. Su cuerpo fue encontrado cuatro días después y enterrado en Cementerio de Grove Hill en Dallas, Texas. 
A partir de 2001, Mike Von Erich fue uno de los personajes de la serie de videojuegos Legends of Wrestling. Apareció por primera vez en Legends of Wrestling como un luchador que se podía desbloquear y más tarde en Legends of Wrestling II (2002). 
En 2009, Mike fue incluido en el Salón de la Fama de la WWE junto a su familia. 
En 2019, la historia de Mike fue contada en un episodio dedicado a la familia Von Erich en la serie documental Dark Side of the Ring.
En 2023, la película The Iron Claw relataba la historia de la familia Von Erich, en la que Mike era interpretado por Stanley Simons.

## Campeonatos y logros
- Pro Wrestling Illustrated
  - Luchador más inspirador del año de PWI (1985) [8]
  - Novato del año de PWI (1984) [9]
  - PWI lo clasificó en el puesto 288º de los 500 mejores luchadores individuales de los " Años de PWI " en 2003 [10]
  - PWI lo clasificó en el puesto 23º de los 100 mejores equipos de los " Años de PWI " junto a sus hermanos David, Kevin y Kerry Von Erich en 2003 [10]
- World Class Championship Wrestling
  - Campeonato americano de peso pesado de la NWA ( 1 vez ) [11] [12]
  - Campeonato Mundial en Parejas de Seis Hombres de la NWA (versión de Texas) ( 4 veces ) - con Kerry y Kevin Von Erich (3), Kevin y Lance Von Erich (1) [13] [14]
  - Campeonato de Oriente Medio de la WCCW ( 1 vez ) [15]
- World Wrestling Entertrainment
  - Salón de la Fama de la WWE (promoción de 2009)
- Wrestling Observer Newsletter
  - Pelea del año (1983, 1984) con Kerry y Kevin Von Erich contra los fabulosos Freebirds
  - Lucha del año (1984) con Kerry Von Erich y Kevin Von Erich contra The Fabulous Freebirds en una lucha Anything Goes el 4 de julio
  - Peor luchador (1986)